# Stegen (Luxemburg)
Stegen (en luxemburguès: Steeën; en alemany: Stegen) és una vila de la comuna de Vallée de l'Ernz situada al districte de Diekirch del cantó de Diekirch. Està a uns 24 km de distància de la ciutat de Luxemburg.

## Història
Abans d'1 de gener de 2012, Stegen formava part de la comuna d'Ermsdorf que es va dissoldre durant la creació de la nova comuna de Vallée de l'Ernz.